# Andreas Sørensen (fodboldspiller)
 For alternative betydninger, se Andreas Sørensen. (Se også artikler, som begynder med Andreas Sørensen)
Andreas Sørensen (født 2. august 1984) er en dansk tidligere professionel fodboldspiller. Andreas Sørensens primære position er venstre back.
Han er tvillingebror til en anden fodboldspiller Thomas Sørensen.

## Karriere
I 2007 blev Sørensen hentet til Vejle Boldklub fra Ølstykke, hvor han var tiltænkt en rolle som udviklingsspiller. Sørensen nåede at debutere på Vejle B's bedste hold og spille ni kampe, inden han i 2008 rejste tilbage til Akademisk Boldklub.

### HB Køge
I sommeren 2011 indgik Sørensen en to-årig kontrakt med HB Køge. Inden da havde han spillet 13 kampe for klubben i foråret 2011 som amatør. Han forlod HB Køge i sommeren 2013 da han ikke kunne blive enige med klubben omkring de økonomiske forhold i forbindelse med en kontraktforlængelse.

### FC Roskilde
Den 15. juli 2013 blev Andreas solgt til FC Roskilde.
Blot to måneder efter, at Back skiftede til FC Roskilde, blev han ramt af en alvorlig skade. 14 måneder senere, i januar 2015, blev det offentliggjort, at Back fik ophævet sin kontrakt med FC Roskilde og stoppede med at spille fodbold på topplan.